# Chetocephalus
Chetocephalus is een monotypisch geslacht van kevers uit de familie van de kortschildkevers (Staphylinidae).

## Soort
- Chetocephalus maritimus Cameron, 1944